# Kamil Komers von Lindenbach
Kamil svobodný pán Komers von Lindenbach (německy Camillo Freiherr Komers von Lindenbach) (2. prosince 1839 Vídeň – 21. dubna 1896 Vídeň) byl rakousko-uherský generál. V c. k. armádě sloužil od roku 1859, později byl důstojníkem generálního štábu a uplatnil se také jako vojenský historik. Svou kariéru završil v hodnosti polního podmaršála jako divizní velitel v Terezíně (1894–1896).

## Životopis
Byl nejstarším ze tří synů ministra spravedlnosti Emanuela Komerse (1810–1889). a jeho manželky Anny, rozené Marenzellerové (1818–1910), která byla dcerou vojenského lékaře a průkopníka homeopatie Matthiase Marenzellera. Kamil původně studoval práva na univerzitě ve Vídni, ale v roce 1859 vstoupil do armády jako poručík u 42. pěšího pluku. V letech 1864–1866 si doplnil vzdělání na Válečné škole (K.u.k. Kriegsschule) ve Vídni a jako nadporučík byl zařazen do sboru důstojníků generálního štábu. V prusko-rakouské válce (1866) byl štábním důstojníkem 4. armádního sboru a téhož roku byl povýšen na kapitána. V letech 1869–1870 byl přidělen k zemskému velitelství ve Vídni a poté v Brně. V roce 1872 byl přeložen k jednotkám polních myslivců a v roce 1877 byl povýšen na majora. V letech 1877–1882 byl přednostou odboru válečných dějin v C. k. válečném archivu, kde se věnoval historii válek Evžena Savojského a publikoval několik odborných statí. V roce 1880 byl povýšen na podplukovníka a v roce 1883 byl přidělen k velení 3. armádního sboru ve Štýrském Hradci.
V roce 1885 dosáhl hodnosti plukovníka a krátce byl velitelem 49. pěšího pluku v Salzburgu a převzal velení 93. pěšího pluku v Olomouci (1885–1890). K datu 1. května 1890 byl povýšen do hodnosti generálmajora a stal se velitelem 55. pěší brigády v Terstu (1890–1894). Nakonec dosáhl hodnosti polního podmaršála (1. listopadu 1894) a závěr života strávil na postu velitele 29. pěší divize v Terezíně.
Užíval šlechtický titul svobodného pána s predikátem von Lindenbach, který získal otec v roce 1869. Byl nositelem Vojenského záslužného kříže (1880) a Řádu železné koruny III. třídy (1895). V zahraničí byl nositelem německého Řádu pruské koruny II. třídy a ruského Řádu sv. Anny III. třídy.

## Rodina
Oženil se ve Vídni v roce 1870 se svou sestřenicí Marií Marenzellerovou (1844–1926), dcerou MUDr. Adolfa Marenzellera. Z manželství se narodily tři děti, nejstarší syn Rudolf byl důstojníkem c. k. armády, nejmladší syn Emil (1885–1973) působil v době Rakouské republiky jako státní úředník. Dcera Marie (1879–1942) se provdala za barona Arthura Dačického z Heslova (1864–1945).
Kamilův mladší bratr Hugo (1841–1909) sloužil také v armádě a dosáhl hodnosti polního podmaršála. Nejmladší z bratrů Artur (1848–1870) zemřel předčasně v hodnosti poručíka. Z rodiny nejvíce proslul jejich strýc Antonín Emanuel Komers (1814–1893), významný ekonom a spisovatel.